# Chestnut (Westworld)
"Chestnut" (em português:  "Castanha") é segundo episódio da primeira temporada da série de televisão de suspense e ficção científica Westworld da HBO. O episódio foi ao ar no dia 9 de outubro de 2016, porém foi lançado online dois dias antes pela HBO.
O episódio foi bem recebido pela crítica.

## Enredo
William, um visitante de primeira viagem em Westworld, é trazido ao parque por seu amigo Logan que quer lhe oferecer uma boa estadia. William é cético sobre o parque, e devido à sua natureza gentil, se sente compelido a ajudar qualquer anfitrião que fica em apuros, incluindo um velho homem viajante na lama. Logan lembra a William que os anfitriões não são humanos, e que interagir com eles pode desencadear histórias e comportamentos em script. No jantar, o homem velho aproxima-se de William para pedir sua ajuda em busca de um ouro escondido, e desde que William é demasiado educado demais recusar, Logan força o homem velho a se afastar esfaqueando sua mão. Logan então participa de uma orgia com vários anfitriões enquanto William se recusa a dormir com Clementine por lealdade à sua noiva. No dia seguinte, William encontra Dolores, que acidentalmente deixa cair alguns de seus pertences. William amavelmente ajuda a pegá-los e parte com um sorriso e uma ponta de seu chapéu. Mais tarde naquela noite, Dolores volta para casa e desenterra uma pistola escondida no seu quintal.
Em outro lugar, o Homem de Preto segue as informações que Kissy lhe deu e rastreia Lawrence, um anfitrião fora da lei que está definido para ser executado por homens da justiça. O homem de preto mata os rapazes e leva Lawrence de volta à sua cidade natal, com o primeiro notando como a equipe do Westworld fora bastante minuciosa em elaborar histórias de fundo bem detalhadas para cada anfitrião. O Homem de Preto então interroga Lawrence, fazendo sua esposa e filha como reféns, exigindo que ele lhe diga onde está o "labirinto". Os habitantes da cidade tentam intervir para salvar Lawrence, mas o Homem de Preto mata todos e executa a esposa de Lawrence. Então, a filha de Lawrence da ao homem em preto uma indicação críptica de onde encontrar o labirinto. Satisfeito, ele sai com Lawrence rebocado no seu cavalo.
De volta a Sweetwater, Dolores começa a ter visões perturbadoras e vê a cidade inteira morta. Ela então sussurra as palavras de Peter a Maeve, uma anfitriã prostituta, enquanto ela passa, fazendo com que Maeve comece a recordar lembranças de suas vidas passadas e prejudique suas funções. Os funcionários de Westworld observam Maeve, e notando que ela não é mais popular com os hóspedes, eles decidem descomissioná-la e substituí-la por Clementine. Elsie intervém e ajusta a intuição de Maeve, restaurando sua eficácia. De volta ao jogo, Maeve tem uma conversa com Teddy, mas é interrompida quando um hóspede bêbado subitamente atira em Teddy à morte. Maeve é então levada para a manutenção, mas começa a ter sonhos de sua vida em um papel anterior como uma proprietária rural com uma filha, mas que acabam sendo atacadas pelo Homem de Preto. Maeve então acorda dentro da sala de manutenção, deixando os técnicos que a operavam em choque. Assustada e confusa, Maeve vagueia pelos corredores da instalação e testemunha que os anfitriões "mortos" estão sendo abatidos, antes que os técnicos finalmente consigam subjugá-la. Acreditando que simplesmente se esqueceram de colocar Maeve no modo de repouso, os técnicos decidem encobrir o incidente ao invés de relatá-lo.
No centro de comando, Bernard e Elsie continuam a investigar a causa das falhas. Elsie está preocupada com o fato de que as falhas possam ser contagiosas e questiona a decisão de Bernard de colocar Dolores de volta ao parque, já que ela teve contato direto com Peter. Bernard aponta que ela não mostrou nenhum comportamento anormal sendo que, na verdade, ele está de fato secretamente interessado nela. Mais tarde naquela noite, é mostrado que Bernard teve uma relação sexual com Theresa, uma gerente sênior da Delos, embora ambos são vagos quanto a se querem algo mais. Theresa pergunta a Bernard por que os anfitriões continuam interagindo uns com os outros, mesmo que não haja hóspedes presentes, e Bernard explica que eles estão "praticando". Enquanto isso, Lee, um escritor de narrativas da Delos, estabelece uma nova narrativa que envolveria os hóspedes tendo que lutar contra hordas de nativos americanos hostis. Entretanto, o Dr. Ford critica a narrativa de Lee, declarando que forneceria somente emoções baratas que não interessa aos hóspedes. Em vez disso, o Dr. Ford quer algo que comunique uma mensagem mais profunda aos hóspedes e propõe sua própria narrativa "original". Ele dá a Bernard uma prévia do que ele tem em mente, levando-o para o deserto para mostrar-lhe um santuário cristão que ele tinha encontrado mais cedo.

## Produção
"Chestnut" foi escrito pelos co-criadores da série Jonathan Nolan e Lisa Joy, baseado na premissa do filme Westworld de 1973 por Michael Crichton. O episódio foi dirigido por Richard J. Lewis.

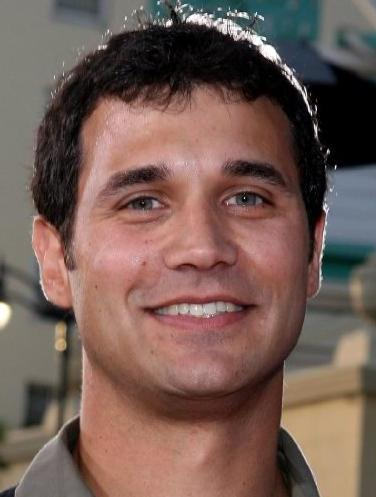
Ramin Djawadi compôs todas as faixas musicais do episódio.

### Música
Durante uma entrevista, Ramin Djawadi, o compositor da série, falou sobre as interpretações de piano de "No Surprises" da banda Radiohead que foram utilizadas no episódio. Ele disse: "Quando Jonathan diz: 'Faça uma canção da Radiohead', eu digo: 'Ótimo!'" Djawadi continuou: "Esta parte em particular era bastante simples. Na verdade, o riff de "No Surprises" fica muito bem no piano." Ele também notou que: "Da maneira que vejo, é como uma jukebox em um restaurante, quando você colocar dinheiro nela, ela desempenha peças pré-programadas. Estas peças em particular que o piano toca o ajuda com a noção do tempo e as repetições. Isso apenas marca o tempo e fornece o fator de reconhecimento de que este é um evento pré-programado." 

## Recepção

### Audiência
"Chestnut" foi visto em 1.50 milhões de lares americanos. O episódio adquiriu uma classificação de 0.7 no índice demográfico de telespectadores nas faixas de idade de 18-49 anos de idade. No Reino Unido, o episódio foi visto por 1.37 milhões de espectadores pela Sky Atlantic.

### Crítica
"Chestnut" foi bem recebido pela crítica. O episódio tem atualmente uma pontuação de 95% no Rotten Tomatoes e tem uma classificação média de 8,3 de 10, baseado em 21 análises. O consenso do site diz: "Auxiliado pelo seu excelente elenco, Chestnut aprofunda e expande o mitologia e cativante Westworld, revelando o parque através dos olhos de um hóspede que pela primeira vez mergulha ainda mais na vida de seus residentes robóticos."
Eric Goldman da IGN analisou o episódio de forma positiva, dizendo: "Com base no excelente piloto, o segundo episódio de Westworld nos deu mais informações sobre como o parque funciona e como um hóspede chega nele". E avaliou com 9,1 de 10. Scott Tobias do The New York Times escreveu em sua crítica do episódio; "Os criadores Jonathan Nolan e Lisa Joy fizeram grandes mudanças conceituais na adaptação do filme de Crichton para a televisão, principalmente a atenção que deram à perspectiva dos androides, mas esta pequena alteração coloca em primeiro plano algumas questões importantes: O que o parque revela para as pessoas que o visitam? E o que eles aprendem sobre si mesmos no processo?". Zack Handlen do A.V. Club escreveu em sua crítica: "Chestnut" não é uma peça de humor tão eficaz quanto 'The Original'; é funcional de maneiras necessárias, se estabelecendo para o negócio de ser um programa de televisão real e não apenas um evocativo do filme de uma hora. Mas enquanto essa funcionalidade não é tão emocionante, ainda funciona bem o suficiente, lançando as bases para o que está à frente, e trabalhando na profundidade que só o piloto poderia sugerir. Se a série pode manter este nível de qualidade para melhor como essa temporada vai, nós ainda devemos passear bastante." Ele de um B+ para o episódio.
Liz Shannon Miller da IndieWire escreveu em sua crítica: "O que mais intriga em Westworld é que as imperfeições deste mundo estão profundamente ligadas aos seus mistérios. É tentador ficar preso na tentativa de resolvê-los. Ford, talvez em um meta-comentário sobre a série em si disse: "Os hóspedes não voltam pelas coisas óbvias que fazemos. Eles voltaram por causa das sutilezas." E as sutilezas do show, até agora, valem a pena apreciar." Ela deu um A- para o episódio. Erik Kain da Forbes também comentou sobre o episódio, dizendo: "Até agora, eu realmente gostei de Westworld, acho o mistério atraente, assim como eu encontrei em Lost em sua primeira temporada. Espero que esta série não sofra o destino da mesma. Eu tenho visto muitas reclamações. O elenco é muito grande. A série deu a mão muito cedo. A história é muito complicada."